# Ploey – Du fliegst niemals allein
Ploey – Du fliegst niemals allein  (Originaltitel: Lói: Þú Flýgur Aldrei Einn) ist ein isländisch-belgischer 3D-Animationsfilm aus dem Jahr 2018.

## Handlung
Das kleine Goldregenpfeifer-Küken namens Ploey hat Schwierigkeiten, das Fliegen zu erlernen. Diese Angst wird noch verstärkt, als Ploey sieht, wie sein Vater vom Adler Shadow erbeutet wird. Daraufhin fällt Ploey in Ohnmacht und wird von einer Hauskatze verschleppt. Die Anderen halten ihn für tot und machen sich notgedrungen ohne ihn auf dem Weg nach Süden. Auf dem Weg zu seiner Familie trifft Ploey u. a. noch Giron, der seine Familie auch durch den Adler Shadow verloren hat. Als er wieder zu seiner Familie stößt, kann er eindrucksvoll beweisen, dass er kein Feigling ist und sie vor einer großen Gefahr warnt. Danach ziehen sie gemeinsam nach Süden.

## Produktion
Für die Produktion war das Studio Licensing Brands zuständig.

## Synchronisation
Die deutschsprachige Synchronisation übernahm die Firma DMT Digital Media Technologie in Hamburg nach einem Dialogbuch und unter der Dialogregie von Kerstin Draeger.
| Rolle (Tierart)          | Sprecher        | Synchronsprecher |
| ------------------------ | --------------- | ---------------- |
| Ploey (Goldregenpfeifer) | Jamie Oram      | Max Buckreus     |
| Giron (Schneehuhn)       | John Stamos     |                  |
| Swan (Kormoran)          | Charles Swift   | Markus Hanse     |
| Shadow (Adler)           | Richard Cotton  |                  |
| Skua, Sterna (Skua)      | Kasper Michaels |                  |

## Veröffentlichung
Die Erstausstrahlung war am 2. Februar 2018 in Island. Die Deutschlandpremiere war am 25. April 2018 auf dem Stuttgarter Festival of Animated Film. Die deutsche DVD-/Blu-ray-Ausgabe des Films kam am 28. Februar 2019 auf dem Markt. Der Film wurde auch in Argentinien, Australien, Bulgarien, Israel, Italien, Japan, Südkorea, den Vereinigten Staaten und 30 weiteren Ländern im Kino oder als DVD-Version veröffentlicht.